# Флора Словаччини
Хоча флора Словаччини значною мірою змінюється внаслідок людських втручання, існує багато районів з відносно добре збереженими типовими рослинами. Рослинність Словаччини надзвичайно різноманітна. Причинами цього є, серед іншого, велика сегментація природних умов, різноманітність геологічної бази, складні етапи розвитку в минулому.

## Природні зони
Вся територія Словаччини відноситься до листяних і змішаних лісів помірного поясу. Рослинність змінюється залежно від клімату, якості та вологості ґрунту: вона складається з різних рослинних угруповань. З підвищенням висоти температура знижується, кількість опадів збільшується, змінюються типи ґрунтів, а вегетаційний період знижується. Тому рослинні співтовариства також змінюються з висотою, створюючи рівні висотні пояси.
Дубові лісиВони розташовані в низовинах, в нижніх частинах гір і басейнів, там де найтепліше і найсухіше. Трав'яні і чагарникові зарості добре розвиваються в освітлених дубових лісах.
Букові лісиРозташовані на висоті 550—1100 м над рівнем моря. Лісовий бук більш вимогливий до вологи та опадів. В букових лісах добре розвивається трав'янистий підлісок із тіньолюбними і волого-вимогливими видами.
Ялині лісиСлідують за буковим деревами до верхньої границі лісів, яка знаходиться в основному на 1600 м над рівнем моря. У підліску світлих ялинових лісах ростуть чорниця і брусниця. Після вирубки ялинового лісу утворюються луки і пасовища.
Соснові лісиПростягаються від верхнього краю лісу до висоти 1800 м. В ньому ростуть сосна гірські і горобина звичайна, на відкритих ділянках чорниця і брусниця.
Альпійські лукиЗнаходяться тільки в Татрах і Низьких Татрах на висотах понад 1800 м. На них ростуть лише холодолюбні види трав і трав'янистих рослин, місцями — чорниця і журавлина.
Нівально-гляціальна зонаНа найвищих висотах Татр. Холодний пояс, тому сніг може піти навіть влітку. Скелі покриті лишайниками.

## Рослинні співтовариства
Згідно з іншим розділом рослинність Словаччини може бути у наступних спільнотах:

### Лісові рослини
Дубові лісиПолюбляють суху землю. Ботанічно найбагатіші дубові ліси з пухнастим дубом.
Дубово-грабові лісиПереважають на пагорбах між пасмами дубів і буків. Корони дубів піднімаються над численними грабами, хоча бук росте туж досить рясно.
Букові лісиУтворюють найбільшу частину словацьких лісів. Дерева представлені ялицею, кленом звичайним, явором, ясеном, на межі ялинових лісів до них підходить й ялина.
Ялинові лісиУтворюють найвищу лісову зону. З дерев можна зустріти гірський клен, березу повислу, європейську модрину, горобину, шипшину повислу, бузину червону, чорну жимолость і в Татрах в найвищих місцях сосну кедрову.
Тугайні лісиРозвиваються вздовж річок і струмків. Їх характер змінюється залежно від висоти та вологості. У заплавних лісах зустрічаються різноманітні верби, черемха звичайна, крушина ламка. Трави варіюються залежно від типів лісів. Можемо знайти хміль звичайний, паслін солодко-гіркий, різні осоки. У лісах найпоширеніші порослю є тонконіг дібровний, а також грястиця збірна або її види. У дубових лісах з більш кислими ґрунтами всюди росте костриця різнолиста. Високий куничник наземний заповнює переважно лісні вирубки. У середньо-вологих змішаних дубових, грабових і букових лісах живуть також перлівка одноквіткова, поширеними є також перлівка поникла, куцоніжка лісова, осока трясучкоподібна, осока волосиста, цибуля ведмежа, конвалія звичайна, копитняк європейський, види анемонів і рястів, зубниця бульбиста, дуже поширена яглиця звичайна, плющ звичайний, розхідник шорсткий, підмаренник запашний.

### Рослини сухих, сонячних, теплих і трав'янистих схилів, скель і піщаних дюн
У розрізах гірських порід ми знаходимо аспленій північний і мокричник шорсткий. Сухі пасовища в основному покриті кострицею валіською. На сухих піщаних дюнах і вільних звивистих пісках росте сива тростяна костриця піхвяна, який закріплює піски, кипець сизий і молочай Сегье.

### Рослини болотних і низинних лугів
Ранньою весною вологі луки покриті жовтими килимами кульбаб, пізніше жовтцем їдким, потім коронарією зозулячою, влітку морквою дикою і будяками, пізніше чорно-пурпуровими родовиком лікарським або блакитним коммоником лучним. Кислі луки вже переходять в болотні луки. На болотних луках переважає калюжниця болотяна або масивні пучки щучника дернистого, іноді ситнику розлогого. Торф'яно-болотні луки з шаром моху характеризуються розростанням молінії голубої, ситника піхватого, білосніжних груп пухівочки дернистої та інших видів осоки або сеслерії болотяної.

### Рослинність солоних ґрунтів
Залесніння безплідних солоних ґрунтів є одним з найскладніших завдань. У ґрунтах, які найкраще підходять для ячменю ощетіненному, ячменю, полину і кермеку Гмеліна, і які називають солоними ґрунтами III класу, найбезпечніше може бути вирощені тільки маслинки і тамарикси.

### Рослинні спільноти боліт і вод
Ростуть на ґрунтах, які залишаються чи переважно затоплені. До них належать групки осок, зокрема осоки високої. У глибоких застійних водах зростає велика поросль звичайної очерету або більша-менша поросль рогозу, їжачої голівки прямої, очеретянки звичайної, лепешняка великого, півников болотних, омега водяного разом з сусаком звичайним, стрілиці звичайної і частухи подорожникової. У середині очерету є темні групи куги озерної. На берегах гірських потоків зустрічається й лепешняк.

### Бур'яни
Різні спільноти бур'янів ростуть на культурних територіях, на порушених землях, таких як рілля, городах та садах, а також біля житлових будинків на ґрунті багатим на азот, на насипах і, нарешті, на пасовищах і витоптаних краях дороги. Значна частина бур'янів супроводжує людей, що мандрують природою, аж до незайманого рослинного царства, і навіть до високих гір. Серед бур'янів можна знайти значну кількість лікарських рослин. Більшість рослин однорічні.

### Рослинні співтовариства альпійських і субальпійських зон
Альпійське або гірське пасмо є домом для дуже красивих, яскравих видів. На гумусових, кислих ґрунтах, особливо в гранітних областях, росте велика поросль ситинка трироздільного і горянки дворядної. Тут також ростуть дзвоники альпійські і первоцвіти.

## Захист природи та рослинного життя Словаччини
У Словаччині є дев'ять національних парків. Охорона природи також забезпечується іншими рівнями захисту, такими як:
- регіональний ландшафтний парк
- національний заповідник
- природний заповідник
- національна природна пам'ятка
- пам'ятка природи